# Magnesiokoritnigita
La magnesiokoritnigita és un mineral de la classe dels fosfats que pertany al grup de la koritnigita. Rep el nom com a anàleg de magnesi de la koritnigita.

## Característiques
La magnesiokoritnigita és un arsenat de fórmula química Mg(AsO₃OH)·H₂O. Va ser aprovada com a espècie vàlida per l'Associació Mineralògica Internacional l'any 2013, sent publicada per primera vegada el mateix any. Cristal·litza en el sistema triclínic. La seva duresa a l'escala de Mohs és 3.
Segons la classificació de Nickel-Strunz, la magnesiokoritnigita pertany a «08.CB - Fosfats sense anions addicionals, amb H₂O, només amb cations de mida mitjana, RO₄:H₂O = 1:1» juntament amb els següents minerals: serrabrancaïta, hureaulita, sainfeldita, vil·lyael·lenita, nyholmita, miguelromeroïta, fluckita, krautita, cobaltkoritnigita, koritnigita, yvonita, geminita, schubnelita, radovanita, kazakhstanita, kolovratita, irhtemita i burgessita.
Les mostres que van servir per a determinar l'espècie, el que es coneix com a material tipus, es troben conservades a les col·leccions mineralògiques del Museu d'Història Natural del Comtat de Los Angeles, a Los Angeles (Califòrnia) amb els números de catàleg: 64057, 64058 i 64059.

## Formació i jaciments
Va ser descoberta a la mina Torrecillas, situada a la localitat de Salar Grande, a la província d'Iquique (Regió de Tarapacá, Xile). També ha estat descrita a les mines de Plaka, a Àtica (Grècia). Aquests dos indrets són els únics de tot el planeta on ha estat descrita aquesta espècie mineral.